# NGC 1692
NGC 1692 è una lontana e vasta galassia lenticolare situata nella costellazione dell'Eridano, a una distanza di circa 510 milioni di anni luce dalla nostra Via Lattea.

## Scoperta
La galassia è stata scoperta l'11 dicembre 1885 dall'astronomo statunitense Ormond Stone.

## Descrizione
Il database SIMBAD la classifica come galassia LINER, cioè una galassia il cui nucleo presenta uno spettro di emissione caratterizzato da larghe righe di atomi debolmente ionizzati e la considerata una galassia attiva.
NGC 1692 è una radiogalassia del tipo a riga di emissione larga (WLRG).